# Luciapokalen
Luciapokalen är en svensk kroppsbyggartävling för amatörer. Tävlingen hålls i Göteborg i mitten av december varje år. Den första tävlingen hölls 1980. Luciapokalen är uppdelad i olika ålders- och viktklasser för damer och herrar.

## Grenar
På Luciapokalen tävlar man i en rad olika grenar. 
- Luciapokalen Bodyfitness (tillkom 2004)
- Luciapokalen Men's Physique
- Luciapokalen Classic Bodybuilding (tillkom 2004)
- Luciapokalen Bikini Fitness
- Nordic Bikini Fitness Open
- Luciapokalen SM Bar-dips
- Luciapokalen SM Chins
- Luciapokalen SM Bodypress
- Luciapokalen Biceps Battle

## Vinnare i urval

### SM Bar-dips
- Damer

| Klass | Guld               | Guld     | Silver                      | Silver  | Brons              | Brons   |
| 2004  | Beatrice Petersson | 30 reps* | Ida Kruth                   | 30 reps | Kerstin Nilsson    | 29 reps |
| 2005  | Helena Forsén      | 34 reps  | Andrea Berntorp Anna Olsson | 33 reps | Jenny Adolfsson    | 29 reps |
| 2006  | Helena Forsén      | 41 reps  | Tini Gardenbrand            | 33 reps | Jessica Westergård | 25 reps |
| 2007  | Helena Forsén      | 50 reps  | Stephanie Johansson         | 10 reps |                    |         |
| 2008  | Helena Forsén      | 61 reps  | Linnéa von Sivers           | 34 reps | Caroline Fribert   | 27 reps |
| 2009  | Helena Forsén      | 53 reps  | Jenny Adolfsson             | 46 reps | Mia Brobeck        | 36 reps |
| 2010  | Helena Forsén      | 41 reps  | Stina Mittermaier           | 31 reps | Vicky Ingvarsson   | 19 reps |
| 2011  | Jenny Adolfsson    | 37 reps* | Helena Forsén               | 37 reps | Karin Anderheim    | 31 reps |
| 2012  | Helena Forsén      | 47 reps  | Karin Anderheim             | 7 reps  |                    |         |
| 2013  | Helena Forsén      | 46 reps  | Ida Lundmark                | 25 reps |                    |         |
| 2014  | Ida Blasek         | 30 reps  | Karin Domrös                | 29 reps | Ann-sofie Byberg   | 27 reps |
| 2015  | Helena Forsén      | 46 reps  | Sari Kemppainen             | 33 reps | Elin Härkönen      | 26 reps |

- Herrar

| Klass | Guld                      | Guld    | Silver              | Silver  | Brons                        | Brons    |
| 2004  | Stellan Back Adam Nilsson | 53 reps | Michael Andersson   | 47 reps | Robin Andersson Stefan Storm | 43 reps  |
| 2005  | Stellan Back              | 61 reps | Michael Andersson   | 57 reps | Tim Nygren                   | 53 reps  |
| 2006  | Stellan Back              | 63 reps | Michael Andersson   | 56 reps | Patrik Hagelin               | 54 reps  |
| 2007  | Peter Berzelius           | 76 reps | Stellan Back        | 65 reps | Patrik Erdegard              | 58 reps  |
| 2008  | Patrik Erdegard           | 71 reps | Mohamed Atmani      | 70 reps | Niklas Åsbrink               | 62 reps  |
| 2009  | Simon Persson             | 51 reps | Carl-Johan Svensson | 47 reps | Lucio Pelaez                 | 46 reps  |
| 2010  | Ako Rahim                 | 61 reps | Ola Eklöf           | 44 reps | Tobias Jönsson               | 40 reps* |
| 2011  | Marcus Eckerskog          | 55 reps | Ako Rahim           | 53 reps | Simon Persson                | 51 reps  |
| 2012  | Marcus Eckerskog          | 60 reps | Simon Persson       | 53 reps | Victor Norrbin               | 46 reps  |
| 2013  | Patrik Davidsson          | 49 reps | Law Shala           | 47 reps | Victor Norrbin               | 45 reps  |
| 2014  | Christian Eriksson        | 69 reps | Richard Susaeg      | 61 reps | Linus Ruotsalainen           | 59 reps  |
| 2015  | Tobias Fahlén             | 55 reps | Christian Eriksson  | 54 reps | Richard Susaeg               | 49 reps  |

### SM Chins
- Damer

| Klass | Guld            | Guld    | Silver            | Silver  | Brons              | Brons   |
| 2004  | Anna Bergli     | 19 reps | Malin Sandberg    | 17 reps | Jenny Adolfsson    | 16 reps |
| 2005  | Helena Forsén   | 21 reps | Inger Malmberg    | 13 reps |                    |         |
| 2006  | Josefin Nordlöw | 23 reps | Helena Forsén     | 22 reps | Malin Sandberg     | 15 reps |
| 2007  | Helena Forsén   | 28 reps | Ida Englund       | 15 reps |                    |         |
| 2008  | Helena Forsén   | 32 reps | Elin Westin       | 11 reps | Mimmi Ljunggren    | 7 reps  |
| 2009  | Helena Forsén   | 31 reps | Jenny Adolfsson   | 27 reps | Mia Brobeck        | 18 reps |
| 2010  | Helena Forsén   | 32 reps | Stina Mittermaier | 15 reps | Vicky Ingvarsson   | 12 reps |
| 2011  | Helena Forsén   | 29 reps | Jenny Adolfsson   | 28 reps | Louise Frosthammar | 19 reps |
| 2012  | Helena Forsén   | 26 reps |                   |         |                    |         |
| 2013  | Jenny Adolfsson | 30 reps | Helena Forsén     | 22 reps | Ida Lundmark       | 18 reps |
| 2014  | Mikaela Kellner | 32 reps | Emma Hansson      | 23 reps | Ida Blasek         | 19 reps |
| 2015  | Mikaela Kellner | 25 reps | Helena Forsén     | 24 reps | Jenny Adolfsson    | 23 reps |

- Herrar

| Klass | Guld                           | Guld     | Silver                                          | Silver   | Brons             | Brons    |
| 2004  | Jörgen Tufvander               | 32 reps  | Fredrik Persson                                 | 30 reps  | Michael Andersson | 27 reps  |
| 2005  | Stellan Back Fredrik Wirenblad | 32 reps  | Johan Gustavsson Michael Andersson Lucio Pelaez | 31 reps  | Victor Wettby     | 27 reps  |
| 2006  | Stellan Back                   | 32 reps* | Jörgen Tufvander                                | 32 reps  | Victor Wettby     | 29 reps  |
| 2007  | Stellan Back                   | 39 reps  | Jonas Thuresson                                 | 32 reps* | Tim Nygren        | 32 reps  |
| 2008  | Danny Hallmén                  | 40 reps  | Lucio Pelaez                                    | 39 reps* | Mohamed Atmani    | 39 reps  |
| 2009  | Mikael Theander                | 39 reps  | Peter Ljunggren                                 | 36 reps  | Tobias Jönsson    | 33 reps* |
| 2010  | Joseph Tekie                   | 41 reps  | Mikael Theander                                 | 40 reps  | Johan Hansson     | 38 reps  |
| 2011  | Mikael Theander                | 29 reps  | Erik Lundegård                                  | 27 reps  | André Lindström   | 27 reps  |
| 2012  | Law Shala                      | 34 reps  | Joakim Mårtensson                               | 32 reps  | Joseph Tekie      | 31 reps  |
| 2013  | Joseph Tekie                   | 43 reps  | Law Shala                                       | 37 reps  | Pierre Simonsson  | 35 reps  |
| 2014  | Oscar Augustsson               | 39 reps  | Law Shala                                       | 38 reps  | Robin Olsson      | 36 reps  |
| 2015  | Joakim Edlund                  | 37 reps  | Robin Olsson                                    | 32 reps  | Mika Kokkonen     | 27 reps  |

### SM Body Press
- Damer

| Klass | Guld               | Guld               | Silver            | Silver             | Brons              | Brons              |
| 2004  | Pernilla Oldentoft | 10 reps            | Elin Lindh        | 7 reps             | Evelina Gustavsson | 7 reps             |
| 2005  | Anna Olsson        | 29 reps            |                   |                    |                    |                    |
| 2006  | Riita Limatainen   | 20 reps            | Helene Fallermo   | 12 reps            |                    |                    |
| 2008  | Elin Westin        | 14 reps            |                   |                    |                    |                    |
| 2009  | Jenny Adolfsson    | 19 reps            | Linda Samuelsson  | 10 reps            |                    |                    |
| 2010  | Jenny Adolfsson    | 53 reps            | Stina Mittermaier | 45 reps            | Vicky Ingvarsson   | 24 reps            |
| 2011  | Stina Mittermaier  | 40 reps på 37,5 kg | Desiree Ohlsson   | 29 reps på 40,0 kg |                    |                    |
| 2012  | Andrea Hammarström | 53 reps på 37,5 kg | Stina Mittermaier | 48 reps på 35 kg   | Linda Nygren       | 36 reps på 37,5 kg |
| 2013  | Jenny Adolfsson    | 55 reps på 37,5 kg | Karin Anderheim   | 27 reps på 37,5 kg |                    |                    |
| 2014  | Ann-sofie Byberg   | 38 reps på 37,5 kg | Maria Anar        | 32 reps på 42,5 kg | Karin Anderheim    | 32 reps på 37,5 kg |
| 2015  | Sabina Broomé      | 27 reps på 30 kg   |                   |                    |                    |                    |

- Herrar

| Klass | Guld            | Guld               | Silver           | Silver             | Brons                 | Brons              |
| 2004  | Joakim Olsson   | 33 reps            | Leif Wetterskog  | 26 reps            | Mikael Storm          | 24 reps            |
| 2005  | Joakim Olsson   | 32 reps            | Peter Ljunggren  | 28 reps            | Patrik Wremerth       | 27 reps            |
| 2006  | Joakim Olsson   | 41 reps            | Patrik Wremerth  | 38 reps            | Peter Ljunggren       | 34 reps            |
| 2007  | Stellan Back    | 38 reps            | Patrik Wremerth  | 37 reps*           | Magnus Höglund        | 37 reps            |
| 2008  | Patric Wremerth | 35 reps*           | Fred Åström      | 35 reps            | Peter Ljunggren       | 34 reps            |
| 2009  | Fred Åström     | 39 reps            | Arto Pitkänen    | 34 reps*           | Samir Troudi          | 34 reps            |
| 2010  | Andreas Linnsén | 52 reps            | Samir Troudi     | 34 reps            | Linus Björkman        | 28 reps            |
| 2011  | Fred Åström     | 27 reps på 70,0 kg | Law Shala        | 25 reps på 67,5 kg | Christoffer Hultqvist | 23 reps på 80.0 kg |
| 2012  | Erik Anklew     | 40 reps på 70 kg   | Josef Eriksson   | 36 reps på 85 kg   | Fred Åström           | 31 reps på 72.5 kg |
| 2013  | Daniel Valström | 29 reps på 70 kg   | Fredrik Berglund | 28 reps på 90 kg   |                       |                    |
| 2014  | Erik Anklew     | 37 reps på 75 kg   | Fred Åström      | 29 reps på 77,5 kg | Marcus Wickman        | 29 reps på 67,5 kg |
| 2015  | Erik Anklew     | 38 reps på 75 kg   | Fredrik Berglund | 33 reps på 90 kg   | Andreas Ekström       | 30 reps på 87,5 kg |

### Biceps Battle
- Damer

| Klass | Guld               | Guld    | Silver            | Silver  | Brons            | Brons   |
| 2004  | Evelina Gustavsson | 17 reps | Annelie Pompe     | 5 reps  |                  |         |
| 2006  | Victoria Larsson   | 10 reps | Karin Eriksson    | 4 reps  | Anna Hugoson     | 1 rep   |
| 2007  | Victoria Larsson   | 17 reps | Anna Ekström      | 15 reps |                  |         |
| 2008  | Helena Forsén      | 19 reps | Elin Westin       | 10 reps |                  |         |
| 2009  | Jenny Adolfsson    | 22 reps | Linda Samuelsson  | 5 reps  |                  |         |
| 2010  | Jenny Adolfsson    | 44 reps | Vicky Ingvarsson  | 36 reps | Helena Forsén    | 35 reps |
| 2011  | Lotta Ekman        | 34 reps | Desire Ohlsson    | 41 reps | Vicky Ingvarsson | 28 reps |
| 2012  | Desire Ohlsson     | 40 reps | Sofie Hornman     | 36 reps | Jannica Hetle    | 33 reps |
| 2013  | Desire Ohlsson     | 31 reps | Johanna Lindqvist | 25 reps | Jannica Hetle    | 22 reps |
| 2014  | Desire Ohlsson     | 34 reps | Maria Anar        | 31 reps | Ann-sofie Byberg | 28 reps |
| 2015  | Mikaela Kellner    | 42 reps | Mimmi Ljunggren   | 33 reps | Malin Svensson   | 23 reps |

- Herrar

| Klass | Guld                  | Guld    | Silver              | Silver  | Brons            | Brons   |
| 2004  | Stefan Gasslander     | 26 reps | Mikael Svedberg     | 25 reps | Peter Ljunggren  | 23 reps |
| 2005  | Peter Ljunggren       | 25 reps | André Larsson       | 22 reps | Viking Åström    | 19 reps |
| 2006  | Peter Ljunggren       | 42 reps | Mikael Klintenheim  | 31 reps | Patrik Wremerth  | 28 reps |
| 2007  | Peter Ljunggren       | 44 reps | Johan Ragneklint    | 38 reps | Jonas Thuresson  | 35 reps |
| 2008  | Peter Ljunggren       | 40 reps | Johan Ragneklint    | 34 reps | Måns Lindholm    | 24 reps |
| 2009  | Peter Ljunggren       | 38 reps | Tobias Jönsson      | 29 reps | Micke Andersson  | 27 reps |
| 2010  | Abbe El-saghir        | 18 reps | Tobias Jönsson      | 18 reps | Kjell Granberg   | 11 reps |
| 2011  | Law Shala             | 26 reps | André Lindström     | 23 reps | Marcus Eckerskog | 23 reps |
| 2012  | Law Shala             | 34 reps | Peter Kalander      | 20 reps | Henric Ramåker   | 20 reps |
| 2013  | Law Shala             | 30 reps | Patrik Davidsson    | 17 reps | Kim Björklund    | 16 reps |
| 2014  | Martin Riddarsporre   | 26 reps |                     |         |                  |         |
| 2015  | Christoffer Lagerskog | 25 reps | Martin Riddarsporre | 23 reps | Reza Arabgoeini  | 20 reps |